# Джесика Парк
Джесика Парк (на английски: Jessica Park) е американска писателка на произведения в жанра любовен роман за юноши. Заедно с майка си Сюзън Конан пише трилъри под името Джесика Конант-Парк (Jessica Conant-Park).

## Биография и творчество
Джесика Парк е родена в Бостън, Масачузетс, САЩ. Майка ѝ е писателка, авторка на трилъри. Израства в района на Бостън. Следва в колежа „Макалестър“ в Сейнт Пол, Минесота.
Първият ѝ трилър „Steamed“ (Под пара) от поредицата „Гурмегърл“, написан съвместно със Сюзън Конан, е издаден през 2006 г. Главната героиня Клои Картър, известна в чат стаите като GourmetGirl, е ценител на храната и има неуспешни романтични връзки. Преди да срещне с колега любител на храната, той е убит, и тя започва собствено разследване, което я потапя в свят на конкуренция на убийци, бурни любовни връзки и убийствени гурме рецепти.
Първият ѝ роман като Джесика Парк, „Relatively Famous“ (Относително известен), е издаден през 2010 г.
През 2012 г. е издаден първият ѝ роман „Просто любов“ от поредицата „Плоска любов“.
През 2017 г. е издаден романа ѝ „180 секунди“. Главната героиня, 16-годишната Алисън, е израснала в приемни семейства, в които имала поредица от разочарования. Но е въвлечена в социален експеримент, а задачата е да гледа в очите напълно непознат човек в продължение на 180 секунди. Тези 3 минути ще ѝ открият вселена от възможности и началото на едно емоционално и пречистващо пътуване към себе си, в което тя ще промени представа си за света.
Джесика Парк живее със семейството си в Ню Хампшър.

## Произведения

### Самостоятелни романи
- Relatively Famous (2010)
- 180 Seconds (2017)
180 секунди, изд.: „ICU“, София (2019), прев. Елка Виденова
- Clear (2015)

### Серия „Плоска любов“ (Flat-Out Love)
1. Flat-out Love (2012)
Просто любов, изд.: „ICU“, София (2020), прев. Елка Виденова
2. Flat-out Matt (2013)
3. Flat-Out Celeste (2014)

### Серия „Ляво удавяне“ (Left Drowning)
1. Left Drowning (2013)
2. Restless Waters (2015)

### Документалистика

#### Серия „Какво казва хлапето“ (What the Kid Says)
1. What the Kid Says (2010)
2. What the Kid Says 2 (2011)

### Като Джесика Конант-Парк

#### Серия „Гурмегърл“ (Gourmet Girl) – със Сюзън Конан
1. Steamed (2006)
2. Simmer Down (2007)
3. Turn Up the Heat (2008)
4. Fed Up (2009)
5. Cook the Books (2010)